# Савинская (Верхнеустькулойское сельское поселение)
Савинская — деревня в Вельском районе Архангельской области. Входит в состав муниципального образования «Верхнеустькулойское».

## География
Деревня расположена в южной части Архангельской области, в таёжной зоне, в пределах северной части Русской равнины, в 23 километрах на юг от города Вельска, на левом берегу реки Ваги. Ближайшие населённые пункты: на севере деревня Матюшинская, на северо-востоке, на противоположенном берегу реки, деревня Теплухинская.
Часовой пояс
Савинская, как и вся Архангельская область, находится в часовой зоне МСК (московское время). Смещение применяемого времени относительно UTC составляет +3:00.

## Население
| 2002 | 2010 | 2012 | 2014 |
| ---- | ---- | ---- | ---- |
| 3    | ↘0   | →0   | →0   |

## История
Указана в «Списке населённых мест по сведениям 1859 года» в составе Вельского уезда(2-го стана) Вологодской губернии под номером «2574» как «Савинская(Питеръ)». Насчитывала 4 двора, 13 жителей мужского пола и 20 женского.
В материалах оценочно-статистического исследования земель Вельского уезда упомянуто, что в 1900 году в административном отношении деревня входила в состав Усть-Кулойского сельского общества Устьвельской волости. На момент переписи в селении Савинское(Питеръ) находилось 9 хозяйств, в которых проживало 26 жителей мужского пола и 30 женского.